# Zähringer (cráter lunar)

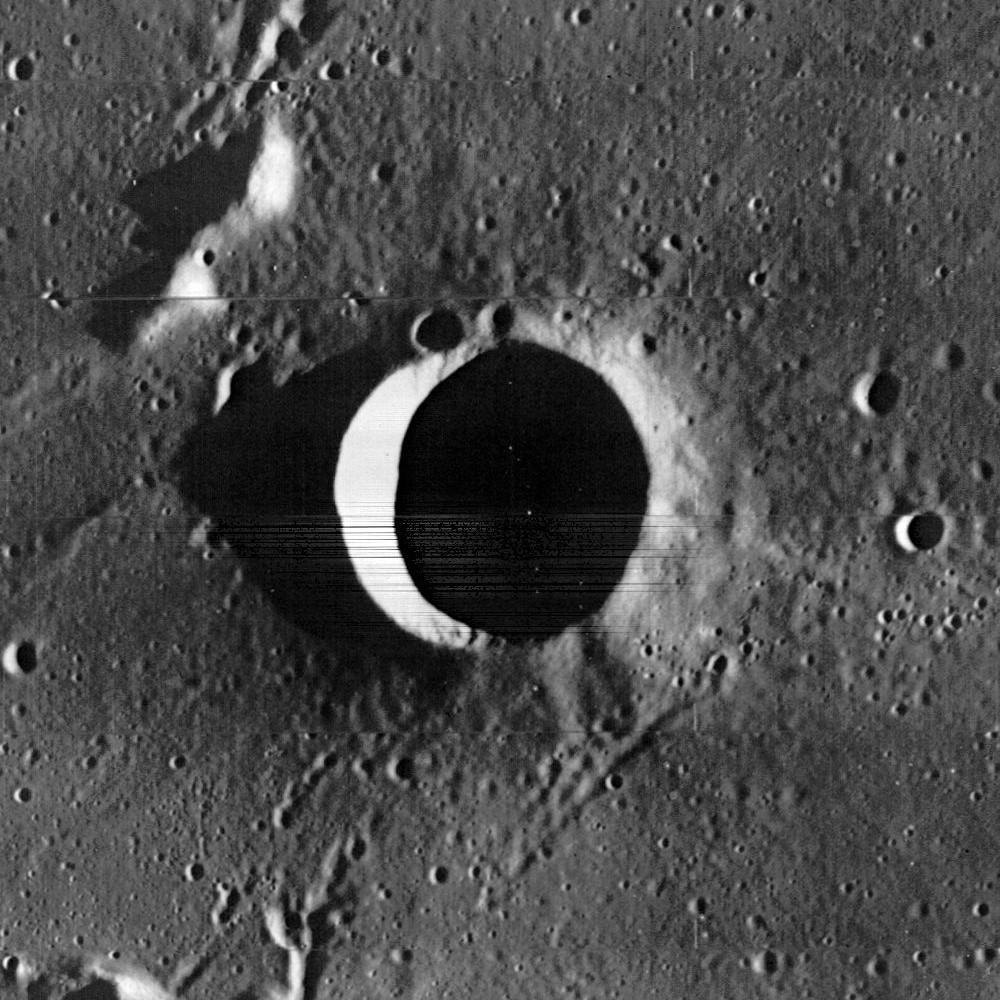
Imagen de la misión Lunar Orbiter 1

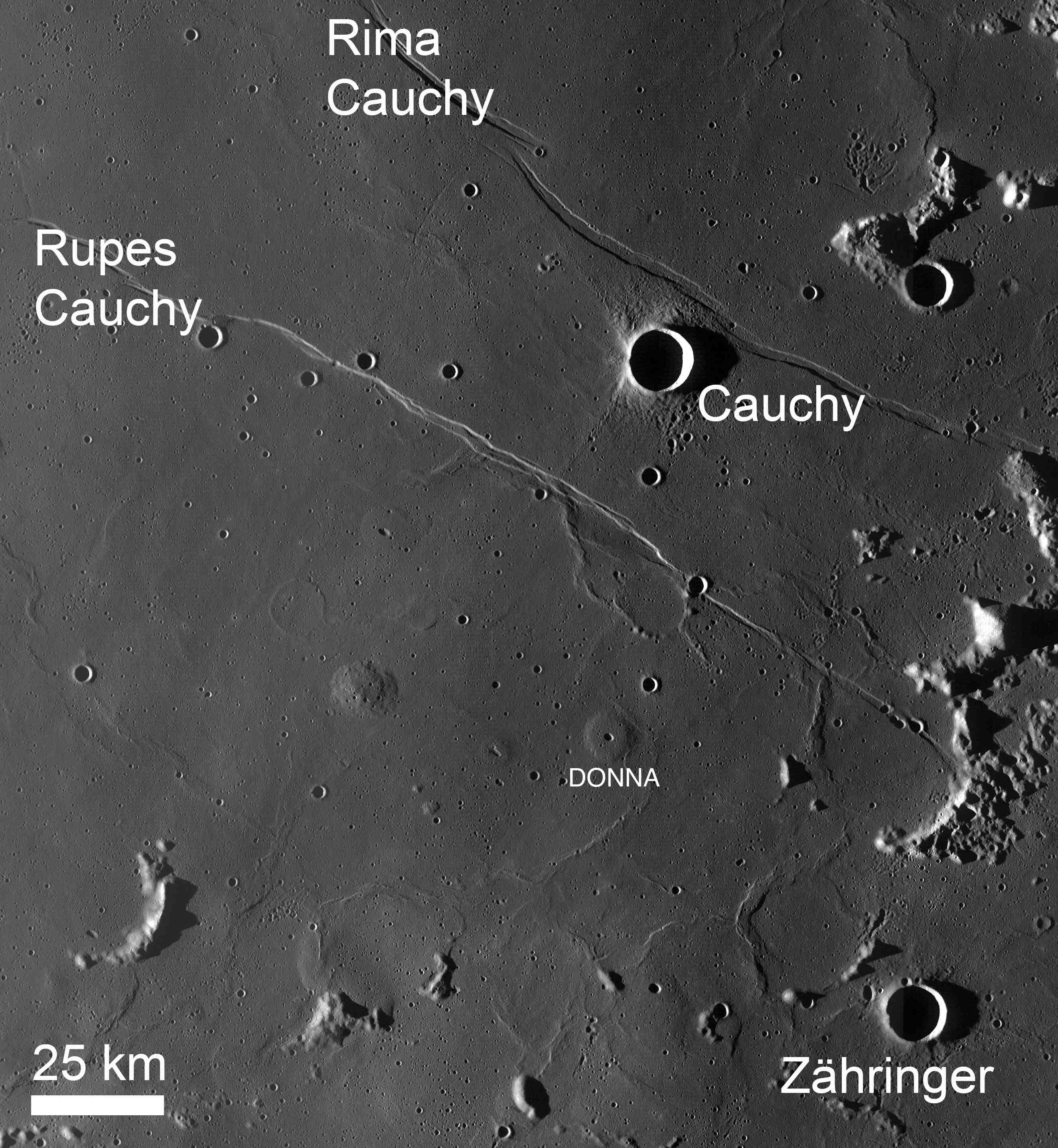
Entorno de Zähringer (situado en la esquina inferior derecha de la imagen)

Zähringer es un pequeño cráter de impacto lunar, ubicado cerca del sector sureste del Mare Tranquillitatis. Al noreste se halla el cráter inundado de lava Lawrence, y al sureste se sitúan los Montes Secchi y el cráter Secchi. Más hacia el este se encuentra Taruntius.
|  |

Zähringer es una formación circular en forma de cuenco, con una pequeña plataforma situada en el punto medio de las paredes interiores inclinadas. No está marcadamente desgastado por impactos posteriores.
Este cráter fue identificado anteriormente como Taruntius E, antes de que la UAI le asignase su nombre actual.